# Tamburaški orkester KUD Majšperk
Tamburaški orkester KUD Majšperk je začel delovati leta 2002. Leta 2004 pa jih je začel voditi dirigent Drago Klein. Udeležujejo se vsakoletnih regijskih srečanj in državnih tekmovanj. Tako so leta 2006, 2007 in 2008 dobili srebrna priznanja ter leta 2009 dobili zlato priznanje na državnem srečanju tamburaških orkestrov v Semiču. Nastopajo na občinskih prireditvah v domači občini. Že nekaj let zapored so vabljeni v Rogaško Slatino, kjer igrajo vsako leto v začetku januarja v Kristalni dvorani in avgusta v zunanjem avditoriju. Tam so sodelovali tudi s Tamburaškim orkestrom KUD Varteks iz Varaždina, ki jih je povabil v gostovanje na sosednjo Hrvaško. Njihove tamburice so zazvenele tudi že v SNG Maribor in na festivalu Lent, ko so spremljali priznano folklorno skupino KUD Študent iz Maribora. Posneli so tudi svojo 1. zgoščenko, ki je izšla leta 2011. V orkestru je 19 aktivnih članov. Na nastopih jih včasih spremlja tudi pevka Ana Karneža in bobnar Miran Krstičić. Sodelujejo tudi s priznanima opernima pevcema Petro Turk Rupreht in Sergejem Ruprehtom. 

## Orkester

### Člani
- Doroteja Terbovšek - bisernica 1
- Zoja Lampret - bisernica 1
- Katja Preložnik - bisernica 2
- Janja Plajnšek-bisernica 2
- Lea Potočnik - brač 1
- Saša Furek-brač 1
- Žak Pirc - brač 2
- Lea Lampret - brač 2
- Marina Lovrenčič - čelovič
- Miha Plajnšek - čelovič
- Anže Travnikar - brač 3
- Jasmina Rep - čelo
- Doris Soršak - čelo
- Iva Ogrizek - čelo
- Lana Pirc - čelo
- Filip Verdenik - bugarija
- Sergej Lampret - berda
- Drago Klein - dirigent

### Priznanja na državnih srečanjih tamburašev in mandolinistov Slovenije
- Srebrno priznanje (2006)
- Srebrno priznanje (2007)
- Srebrno priznanje (2008)
- Zlato priznanje (2009)